# Atypus sinensis
Espèce
Atypus sinensis est une espèce d'araignées mygalomorphes de la famille des Atypidae.

## Distribution
Cette espèce est endémique du Shanxi en Chine,.

## Étymologie
Son nom d'espèce, composé de sin[a] et du suffixe latin -ensis, « qui vit dans, qui habite », lui a été donné en référence au lieu de sa découverte.

## Publication originale
- Schenkel, 1953 : Chinesische Arachnoidea aus dem Museum Hoangho-Peiho in Tientsin. Boletim do Museu Nacional de Rio de Janeiro (Nova Série, Zoologia), vol. 119, p. 1-108.